# Maître de la Fontaine de vie
Maître de la Fontaine de vie est le nom de convention donné à un peintre actif dans les Pays-Bas septentrionaux vers 1511.

## Œuvre
Ce maître anonyme doit son nom de convention à l'historien de l'art Karel G. Boon. En 1940, celui-ci a attribué à un maître néerlandais inconnu une œuvre aujourd'hui conservée à la Galerie nationale de Prague et qui a appartenu jusqu'en 1945 à la collection Nostitz. Il s'agit d'un panneau représentant La Fontaine de vie et contenant l'épitaphe du prêtre Jan Clemenssoen, mort en 1511, ce qui permet de dater l'œuvre. Celle-ci a longtemps été rattachée à la production de Jacob Cornelisz van Oostsanen.
Boon, qui a vu dans ce tableau un style différent de ceux du Maître d'Alkmaar et du Maître de la Descente de croix Figdor, l'attribue à un disciple inconnu de Geertgen tot Sint Jans, peut-être actif à Utrecht.
Trois autres œuvres sont également attribuées au Maître de la Fontaine de vie :
- Les Sept Œuvres de miséricorde, vers 1510, Rijksmuseum Twenthe, Enschede ;
- Messe de saint Grégoire, entre 1500 et 1510, Musée du couvent Sainte-Catherine, Utrecht ;
- Messe de saint Grégoire, avant 1942 au Wallraf-Richartz Museum, Cologne[1].

En 2005, un chercheur de l'Université d'Amsterdam a rapproché d'un détail du panneau d'Utrecht un petit fragment longtemps attribué à Jérôme Bosch et représentant en buste les prêtres Anne et Caïphe (Musée Boijmans Van Beuningen, Rotterdam).

Tableaux
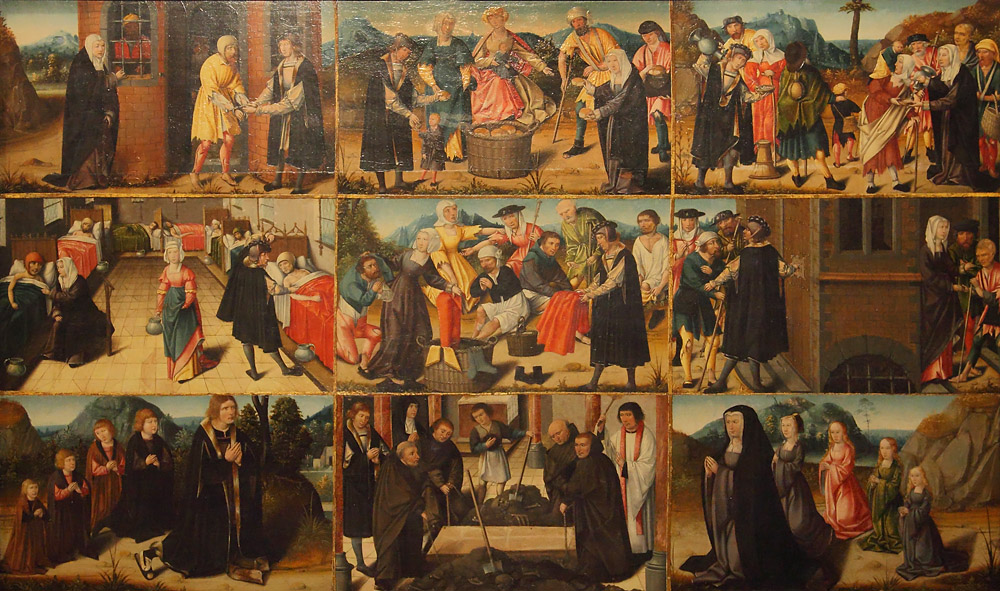
Les Sept Œuvres de miséricorde (Enschede)
Messe de saint Grégoire (Utrecht)
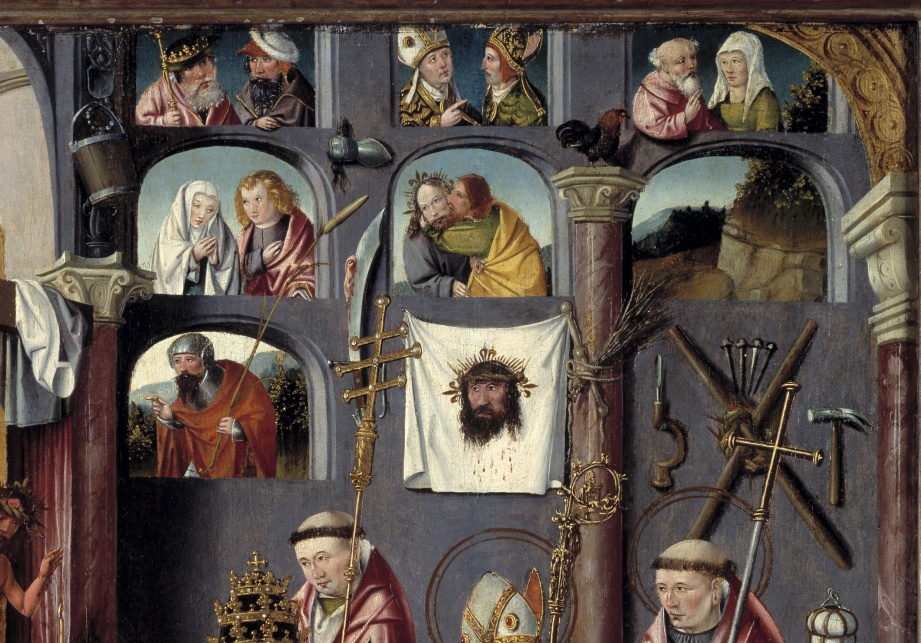
Détail du tableau précédent
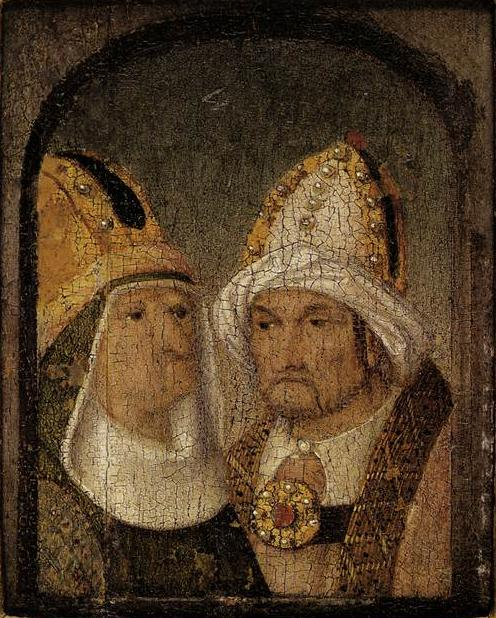
Deux figures mitrées (Rotterdam)